# Toshiyuki Abe
Toshiyuki Abe (Saitama, 1 augustus 1974) is een voormalig Japans voetballer.

## Clubcarrière
Toshiyuki Abe speelde tussen 1995 en 2005 voor Kashima Antlers, Urawa Red Diamonds, Vegalta Sendai en Albirex Niigata.